# Regula de aur
Regula de aur sau etica reciprocității e un percept etic găsit în multe religii și filozofii. Regula poate fi sintetizată în următoarea frază: Comportă-te cu ceilalți așa cum ai vrea să se comporte ei cu tine. Varianta negată – Nu te purta cu ceilalți într-un mod în care nu ți-ar plăcea să se poarte alții cu tine – mai este numită regula de argint.
În creștinism e probabil cel mai important percept nou introdus în Noul Testament, invalidând astfel unele prevederi anacronice ale Vechiului Testament, cum ar fi sclavia sau pedeapsa capitală pentru păcate minore. Regula de argint este prezentă în înțelepciunea populară românească sub forma mai multor proverbe, dintre care cel mai cunoscut este Ce ție nu-ți place, altuia nu-i face!
Regula de aur este principiul de a trata pe ceilalți așa cum doriți să fiți tratați. Este o maximă care se găsește în majoritatea religiilor și culturilor. Poate fi considerată o etică a reciprocității în unele religii, deși diferitele religii o tratează diferit.
Maximul poate apărea ca o ordonanță pozitivă sau negativă care guvernează conduita:
Tratați-i pe ceilalți așa cum ați dori ca alții să vă trateze (formă pozitivă sau directivă).
Nu tratați pe alții în moduri în care nu ați dori să fiți tratați (formă negativă sau prohibitivă) [1]
Ceea ce le dorești altora, îți dorești ție (formă empatică sau receptivă) [1]
„Semnul regulii de aur” care atârna deasupra ușii intrării angajatului la fabrica Acme Sucker Rod din Toledo, Ohio, 1913. Afacerea era deținută de primarul din Toledo, Samuel M. Jones.
Ideea datează cel puțin din timpurile confucianiste timpurii (551–479 î.e.n.), potrivit lui Rushworth Kidder, care identifică conceptul care apare în mod evident în budism, islam, creștinism, hinduism, iudaism, taoism, zoroastrianism și „restul lumii religii majore ". 143 de lideri ai marilor credințe ale lumii au susținut Regula de Aur ca parte a „Declarației către o etică globală” din 1993 Potrivit lui Greg M. Epstein, este „un concept căruia în esență nici o religie nu-l lipsește în totalitate”, dar credința în Dumnezeu nu este necesară pentru a o susține. Simon Blackburn afirmă, de asemenea, că Regula de Aur poate fi „găsită într-o anumită formă în aproape orice tradiție etică”. 

Termenul „Regula de aur”, sau „legea de aur”, a început să fie folosit pe scară largă la începutul secolului al XVII-lea în Marea Britanie de către teologi și predicatori anglicani [7], cea mai veche utilizare cunoscută fiind cea a anglicanilor Charles Gibbon și Thomas Jackson în 1604

Egiptul antic
Posibil cea mai timpurie afirmare a maximei reciprocității, reflectând vechea zeiță egipteană Ma'at, apare în povestea „Țăranului elocvent”, care datează din Regatul Mijlociu (c. 2040–1650 î.Hr.): „Acum acesta este poruncă: Fă-l pe făptuitor ca să-l facă să facă. "[9] [10] Acest proverb întruchipează principiul do ut des. [11] Papirusul O perioadă târzie (c. 664-323 î.Hr.) conține o afirmare negativă timpurie a Regulii de Aur: „Ceea ce urăști să ți se facă, nu-i face altuia.” [12]
India antică
Tradiția sanscrită
În Mahābhārata, epopeea antică a Indiei, există un discurs în care înțeleptul Brihaspati îi spune regelui Yudhishthira următoarele
Niciodată nu ar trebui să le faci altora ceva ce ar fi considerat ca o vătămare a propriului sine. Pe scurt, aceasta este dharma. Orice altceva cedează dorinței.
- Mahābhārata 13.114.8 (ediție critică)
Mahābhārata este, de obicei, datată în perioada cuprinsă între 400 î.Hr. și 400 î.Hr. 
Tradiția tamilă
În capitolul 32 din partea despre virtutea Tirukkuṛaḷ (c. Secolul I î.Hr. până la secolul V d.Hr.), Valluvar spune:
Nu face altora ceea ce știi că te-a rănit.
- Kural 316 
De ce îi rănești pe alții știind ce înseamnă să fii rănit?
- Kural 318 
Mai mult, în versetul 312, Valluvar spune că este determinarea sau codul celor nepătați (virtuoși) să nu facă rău, chiar și în schimb, celor care au prețuit dușmănia și le-au făcut rău. Potrivit lui, pedeapsa potrivită pentru cei care au făcut răul este să-i rușineze arătându-le bunătate, în schimb și să uite atât răul, cât și binele făcut de ambele părți (versetul 314).
Grecia antică
Regula de Aur în forma sa prohibitivă (negativă) era un principiu comun în filozofia greacă veche. Exemple ale conceptului general includ:
„Evitați să faceți ceea ce ați învinui pe alții pentru că ar face”. - Thales  (c. 624 – c. 546 î.e.n.)
„Ceea ce nu doriți să vi se întâmple, nu o faceți nici voi înșivă.” - Sextus Pitagoreanul. [18] Cea mai veche referință existentă la Sextus este făcută de Origen în secolul al III-lea al erei comune.
„Nu face altora ceea ce te enervează atunci când îți fac asta.” - Isocrate (436-338 î.e.n.)
Persia antică
Textele Pahlavi ale zoroastrianismului (c. 300 î.e.n. – 1000 CE) au fost o primă sursă pentru Regula de Aur: „Numai că natura este bună, care se abține de la a face altcuiva, nu este bună pentru ea însăși”. Dadisten-I-dinik, 94,5, și „Orice lucru care vă este dezagreabil nu faceți altora”. Shayast-na-Shayast 13:29 
Roma antică
Seneca cel Tânăr (c. 4 î.Hr. - 65 d.Hr.), un practicant al stoicismului (c. 300 î.Hr.-200 d.Hr.) a exprimat regula de aur în eseul său referitor la tratamentul sclavilor: „Tratați-vă inferiorul așa cum ați dori superiorul tratează-te. "
Contextul religios
Potrivit lui Simon Blackburn, Regula de Aur „poate fi găsită într-o anumită formă în aproape orice tradiție etică”. 
Religiile abrahamice
Vezi și: Religiile abrahamice
Iudaism
Vezi și: Iudaismul și etica evreiască
O regulă de reciprocitate altruistă a fost afirmată pozitiv într-un binecunoscut verset al Torei (ebraică: ואהבת לרעך כמוך):
Nu vă veți răzbuna și nu veți purta ranchiună împotriva rudelor voastre. Iubește-ți aproapele ca pe tine însuți: Eu sunt DOMNUL.
- Levitic 19:18
Hillel cel Bătrân (c. 110 î.Hr. - 10 e.n.),  a folosit acest verset ca un mesaj important al Torei pentru învățăturile sale. Odată, a fost provocat de un gentil care a cerut să fie convertit sub condiția ca Tora să i se explice în timp ce stătea pe un picior. Hillel l-a acceptat ca candidat la convertirea la iudaism, dar, bazându-se pe Levitic 19:18, i-a informat bărbatului:
Ceea ce vă urăște, nu faceți semenilor voștri: aceasta este întreaga Tora; restul este explicația; du-te și învață.
- Folio Shabbath: 31a, Talmud babilonian
Hillel a recunoscut iubirea frățească drept principiul fundamental al eticii evreiești. Rabinul Akiva a fost de acord și a sugerat că principiul iubirii trebuie să-și aibă fundamentul în Geneza capitolul 1, care învață că toți oamenii sunt descendenții lui Adam, care a fost făcut după chipul lui Dumnezeu (Sifra, Ḳedoshim, iv .; Yer. Ned. ix. 41c; Genesis Rabba 24). [25] Conform literaturii rabinice evreiești, primul om Adam reprezintă unitatea omenirii. Acest lucru este ecou în preambulul modern al Declarației Universale a Drepturilor Omului. [26] [27] Și se mai învață că Adam este ultimul în ordine, în funcție de caracterul evolutiv al creației lui Dumnezeu: [25]
De ce a fost creat primul singur exemplar de om? Să ne învețe că cel care distruge un singur suflet distruge o lume întreagă și că cel care salvează un singur suflet salvează o lume întreagă; în plus, deci nicio rasă sau clasă nu poate pretinde o strămoșie mai nobilă, spunând: „Tatăl nostru s-a născut primul”; și, în cele din urmă, să depună mărturie despre măreția Domnului, care a făcut ca minunata diversitate a omenirii să emane dintr-un singur tip. Și de ce a fost creat Adam ultimul dintre toate ființele? Pentru a-l învăța smerenia; căci, dacă va fi stăpânitor, să-și amintească că mușca mică l-a precedat în ordinea creației. 
Publicatiile evreiești

budism
Vezi și: Budismul și etica budistă
Buddha (Siddhartha Gautama, c. 623-543 î.Hr.) [50] [51] a făcut din acest principiu una dintre pietrele de temelie ale eticii sale în secolul al VI-lea î.Hr. Apare în multe locuri și sub mai multe forme de-a lungul Tripitaka.
Comparându-se cu ceilalți în termeni precum „Așa cum sunt așa sunt și ei, așa cum sunt și eu și eu”, el nu ar trebui să omoare și nici să-i facă pe alții să omoare.
- Sutta Nipata 705
Unul care, în timp ce el însuși caută fericirea, apasă cu violență pe alte ființe care doresc și fericirea, nu va atinge fericirea de mai departe.
- Dhammapada 10. Violența
Nu-i răniți pe alții în moduri pe care vi le-ați părea rănitoare.
- Udanavarga 5:18
Așezându-se în locul altuia, nu ar trebui să omoare și nici să-l provoace pe altul. [52]
Jainism
Vezi și: Jainism și Ahimsa în Jainism
Regula de Aur este primordială în filozofia jainistă și poate fi văzută în doctrinele Ahimsa și Karma. Ca parte a interdicției de a provoca suferința oricărei ființe vii, jainismul interzice să le ofere altora ceea ce este dăunător pentru sine.
Următoarele rânduri din Sutra Acaranga rezumă filosofia jainismului:
Nimic din ceea ce respiră, care există, care trăiește sau care are esența sau potențialul vieții, nu ar trebui distrus sau stăpânit, subjugat, rănit sau negat de esența sau potențialul său. În sprijinul acestui Adevăr, vă pun o întrebare - „Este dorință pentru voi durerea sau durerea?” Dacă spui „da este”, ar fi o minciună. Dacă spui „Nu, nu este”, vei exprima adevărul. Așa cum tristețea sau durerea nu vă sunt de dorit, tot așa este pentru toți cei care respiră, există, trăiesc sau au orice esență a vieții. Pentru voi și pentru toți, este nedorit, dureros și respingător. [53]
Un om ar trebui să se rătăcească tratând toate creaturile așa cum ar fi el însuși.
- Sutrakritanga, 1.11.33
În fericire și suferință, în bucurie și durere, ar trebui să privim toate creaturile așa cum ne privim pe noi înșine.
- Lord Mahavira, 24 Tirthankara
Sikhism
Vezi și: Sikhism și Karma
Prețioase precum bijuteriile sunt mintea tuturor. A le face rău nu este deloc bine. Dacă îți dorești Preaiubitul tău, atunci nu rănești inima nimănui.
- Guru Arjan Dev Ji 259, Guru Granth Sahib
Religiile chineze
Vezi și: Religiile din Asia de Est
Confucianismul
Vezi și: Confucianismul
己 所 不欲 ， 勿 施 於 人。
„Ceea ce nu îți dorești pentru tine, nu-l face altora.”
子貢 問 曰 ： 「有 一 言 而 可以 終身 行 之 者？」 」：「 其 恕 乎！ 己 所 不欲 ， 勿 施 於 人。 」
Zi gong (un discipol al lui Confucius) a întrebat: „Există vreun cuvânt care să poată ghida o persoană de-a lungul vieții?”
Maestrul a răspuns: „Ce zici de„ shu ”[reciprocitate]: să nu impui niciodată altora ceea ce nu ai alege pentru tine?”
--Confucius, Analecte XV.24, tr. David Hinton (o altă traducere este în proiectul online de text chinez) [54]
Aceeași idee este prezentată și în V.12 și VI.30 din Analecte (c. 500 î.Hr.), care pot fi găsite în online Chinese Text Project. Frazeologia diferă de versiunea creștină a Regulii de aur. Nu presupune să faci nimic altora, ci doar să eviți să faci ceea ce ar fi dăunător. Nu exclude să faci fapte bune și să iei poziții morale.
Taoismul
Vezi și: Taoism
Înțeleptul nu are niciun interes propriu, ci ia interesele oamenilor ca ale sale. El este bun cu genul; El este, de asemenea, bun cu cei nemiloși: căci Virtutea este bună. El este credincios credincioșilor; El este, de asemenea, credincios celor necredincioși: căci Virtutea este credincioasă.
- Tao Te Ching, capitolul 49
Consideră câștigul aproapelui ca pe propriul tău câștig, iar pierderea vecinului ca pe propria ta pierdere.
- T'ai Shang Kan Ying P'ien
Mohism
Vezi și: Mohism
Dacă oamenii ar considera statele altor persoane în același mod în care le privesc pe ale lor, cine ar incita atunci propriul stat să atace statul altuia? Căci cineva ar face pentru ceilalți așa cum ar face pentru sine. Dacă oamenii ar privi orașele altor persoane în același mod în care le privesc pe ale lor, cine ar incita atunci propriul lor oraș să atace cel al altuia? Căci cineva ar face pentru ceilalți așa cum ar face pentru sine. Dacă oamenii ar privi familiile altor persoane în același mod în care le privesc pe ale lor, cine ar incita atunci propria familie să o atace pe cea a altuia? Căci cineva ar face pentru ceilalți așa cum ar face pentru sine. Așadar, dacă statele și orașele nu se atacă reciproc și familiile nu fac ravagii și se fură reciproc, ar fi acest lucru un prejudiciu pentru lume sau un beneficiu? Desigur, trebuie spus că este un beneficiu pentru lume.
- Mozi, c. 400 î.Hr. [55]
Mozi a considerat regula de aur ca un corolar al virtuții cardinale a imparțialității și a încurajat egalitarismul și altruismul în relații.
Religiile iraniene
Vezi și: Religiile iraniene
Zoroastrismul
Nu faceți altora orice vă este dăunător.
- Shayast-na-Shayast 13.29
Noi mișcări religioase
Wicca
Vezi și: Wicca
Iată aceste cuvinte și ascultați-le bine, cuvintele lui Dea, Zeița Mamei voastre, „Vă poruncesc astfel, copii ai Pământului, că ceea ce considerați că este dăunător pentru voi înșivă, vă va fi interzis să faceți altuia , pentru violență și ură dă ri  
se la aceeași. Porunca mea este astfel: să întoarceți toată violența și ura cu liniște și dragoste, căci Legea mea este iubire pentru toate lucrurile. Numai prin dragoste veți avea pace; da și adevărat, numai pacea și dragostea vor vindeca lumea și vor supune tot răul. "
- Cartea căilor, Wicca devoțională
Scientologie
Vezi și: Scientologie
Calea spre fericire exprimă Regula de Aur atât în forma sa negativă / prohibitivă, cât și în forma sa pozitivă. Forma negativă / prohibitivă este exprimată în preceptul 19 astfel:
19. Încearcă să nu le faci altora lucruri pe care nu ai vrea să ți le facă.
- Calea spre fericire, preceptul 19 [56] [57]
Forma pozitivă este exprimată în preceptul 20 ca:
20. Încearcă să îi tratezi pe ceilalți așa cum ai vrea ca ei să te trateze pe tine.
- Calea spre fericire, preceptul 20 [58] [59]
Religiile africane tradiționale
Yoruba
Vezi și: Religia yoruba
Cel care va lua un băț ascuțit pentru a ciupi o pasăre ar trebui mai întâi să-l încerce singur pentru a simți cum doare.
- Proverb Yoruba
Odinani
Vezi și: Odinani
Egbe bere, ugo bere. (Lasă vulturul să se cocoțe, lasă șoimul să se cocoțeze.)
- Proverb Igbo
Nke si ibe ya ebene gosi ya ebe o ga-ebe. (Oricine spune că celălalt nu se va cocoși, să-i arate celuilalt unde se cocoță.)
- Proverb Igbo
Etică globală
Articolul principal: Către o etică globală: o declarație inițială
„Declarația către o etică globală” [60] din Parlamentul religiilor lumii [61] [62] (1993) a proclamat regula de aur („Trebuie să-i tratăm pe alții așa cum dorim ca alții să ne trateze pe noi”) ca principiu comun pentru multe religii. [3] Declarația inițială a fost semnată de 143 de lideri din toate credințele majore ale lumii, inclusiv credința Bahá'í, brahmanismul, Brahma Kumaris, budismul, creștinismul, hinduismul, indigenul, interconfesional, islamul, jainismul, iudaismul, nativul american, neo-păgânul, sikhismul, Taoism, teosof, universalist unitar și zoroastrian. [3] [63] În folclorul mai multor culturi, Regula de Aur este descrisă de alegoria lingurilor lungi.
Umanism
Vezi și: Umanism
În opinia lui Greg M. Epstein, un capelan umanist de la Universitatea Harvard, „„ face celorlalți ”... este un concept pe care, în esență, nici o religie nu-l ratează complet. Dar nici una dintre aceste versiuni ale regulii de aur nu necesită un Dumnezeu. ". [64] Diverse surse identifică Regula de Aur ca un principiu umanist: [65] [66]
A încerca să trăiești conform Regulii de Aur înseamnă să încerci să empatizezi cu alți oameni, inclusiv cu cei care ar putea fi foarte diferiți de noi. Empatia stă la baza bunătății, compasiunii, înțelegerii și respectului - calități pe care le apreciem cu toții să ni se arate, oricine am fi, orice am gândi și de oriunde am veni. Și, deși nu este posibil să știm ce simte cu adevărat să fii o persoană diferită sau să trăiești în circumstanțe diferite și să ai experiențe de viață diferite, nu este dificil pentru majoritatea dintre noi să ne imaginăm ce ne-ar provoca suferința și să încercăm să evitați să provocați suferință altora. Din acest motiv, mulți oameni găsesc corolarul Regulii de Aur - „nu tratați oamenii într-un mod în care nu ați dori să fiți tratați voi înșivă” - mai pragmatic. [65]
- Maria MacLachlan, Think Humanism [67]
Nu faceți altora ceea ce nu ați dori să vă facă. [este] (...) cea mai mare, simplă și cea mai importantă axiomă morală pe care umanitatea a inventat-o vreodată, una care reapare în scrierile aproape oricărei culturi și religii de-a lungul istoriei, cea pe care o cunoaștem drept Regula de Aur. Directivele morale nu trebuie să fie complexe sau obscure pentru a merita și, de fapt, tocmai simplitatea acestei reguli este cea care o face grozavă. Este ușor de conceput, ușor de înțeles și ușor de aplicat, iar aceste trei lucruri sunt semnele distinctive ale unui sistem moral puternic și sănătos. Ideea din spatele ei este ușor de înțeles: înainte de a efectua o acțiune care ar putea dăuna unei alte persoane, încercați să vă imaginați în poziția lor și să vă gândiți dacă ați dori să fiți destinatarul acelei acțiuni. Dacă nu ați dori să fiți într-o astfel de poziție, probabil că nici cealaltă persoană nu ar dori, așa că nu ar trebui să o faceți. Trăsătura umană de bază și fundamentală a empatiei, abilitatea de a experimenta în mod indirect cum se simte altcineva, face acest lucru posibil și este principiul empatiei prin care ar trebui să ne trăim viața.
- Adam Lee, Ebon Musings, „Un decalog pentru lumea modernă” [68]
Existențialism
Vezi și: Existențialism
Când spunem că omul alege pentru sine, înseamnă că fiecare dintre noi trebuie să se aleagă pe sine; dar prin asta înțelegem și că, alegând pentru sine, alege pentru toți oamenii. Căci, de fapt, dintre toate acțiunile pe care le poate întreprinde un om pentru a se crea pe sine așa cum vrea el, nu există una care să nu fie creativă, în același timp, a unei imagini a omului, așa cum crede că ar trebui să fie. . A alege între acest lucru sau acela este în același timp să afirmi valoarea a ceea ce este ales; căci nu suntem în stare să alegem niciodată cel mai rău. Ceea ce alegem este întotdeauna cu atât mai bine; și nimic nu poate fi mai bun pentru noi decât dacă este mai bun pentru toți.
- Jean-Paul Sartre, Existențialismul este un umanism, pp. 291–292 [69]
Alte contexte
Drepturile omului
Potrivit lui Marc H. Bornstein și William E. Paden, Regula de Aur este, fără îndoială, cea mai esențială bază pentru conceptul modern al drepturilor omului, în care fiecare individ are dreptul la un tratament corect și o responsabilitate reciprocă de a asigura justiția pentru ceilalți. . [70]
Cu toate acestea, Leo Damrosch a susținut că noțiunea că Regula de Aur se referă la „drepturi” în sine este o interpretare contemporană și nu are nicio legătură cu originea sa. Dezvoltarea „drepturilor” umane este un ideal politic modern care a început ca un concept filozofic promulgat prin filosofia lui Jean Jacques Rousseau în Franța secolului al XVIII-lea, printre altele. Scrierile sale l-au influențat pe Thomas Jefferson, care a încorporat apoi referința lui Rousseau la „drepturi inalienabile” în Declarația de Independență a Statelor Unite din 1776. Damrosch a susținut că a confunda Regula de Aur cu drepturile omului înseamnă a aplica gândirea contemporană conceptelor antice. [71]
Știință și economie
Informații suplimentare: Reciprocitatea (psihologia socială) și altruismul reciproc
Au fost publicate cercetări care susțin că un anumit „simț” al fair-play-ului și al Regulii de Aur pot fi afirmate și înrădăcinate în termeni de neuro